# Chlorocypha dispar
Chlorocypha dispar är en trollsländeart som först beskrevs av Palisot de Beauvois 1807.  Chlorocypha dispar ingår i släktet Chlorocypha och familjen Chlorocyphidae. IUCN kategoriserar arten globalt som livskraftig. Inga underarter finns listade i Catalogue of Life.